# Franprix
Franprix est une enseigne française de supermarchés  créée en 1958 par Jean Baud. C'est une filiale du groupe Casino depuis septembre 1997. L'enseigne a réalisé en 2021 un chiffre d’affaires de 1,44 milliard d'euros.

## Historique
L'enseigne Franprix est créée en 1958 par Jean Baud, fils d’épiciers de Choisy-le-Roi. Elle se compose de magasins de proximité de moins de 500 m2 et se concentre essentiellement dans Paris et la petite couronne d'Île-de-France : secteur que les hypermarchés (souvent placés en périphéries des agglomérations) ne parvenaient pas à satisfaire pleinement. Le groupe Casino entre au capital de l’enseigne en 1997 et augmente sa participation d’année en année, jusqu’à détenir la totalité des parts en 2007. Il prend alors le contrôle de la gestion opérationnelle de Franprix.
L'enseigne compte alors 641 magasins. À la même époque, elle s'installe dans les autres grandes villes françaises, le premier magasin hors d'Île-de-France ayant ouvert en 2004 à Lyon.
En 2012, Franprix noue un partenariat avec le logisticien XPO Logistics pour livrer ses 300 magasins parisiens par voie fluviale, afin selon l'enseigne, de contourner les embouteillages des rues de Paris.
En 2013, Franprix lance son premier magasin sur une aire d'autoroute, son premier programme de fidélité (« Ma Carte Franprix »)  ainsi qu'une opération caritative, « L’Arrondi », qui permet aux clients d'arrondir à l'euro supérieur leur ticket de caisse pour reverser la différence à des associations.
En mars 2015, après avoir testé plusieurs formules dans ses magasins parisiens, Franprix modifie son identité visuelle : un nouveau logo en forme de mandarine est adopté.
En 2016, Franprix signe un partenariat avec le service de transfert d'argent Western Union qui installe des bornes de transfert dans les magasins de l'enseigne. L'intérêt pour Franprix est que les clients de Western Union — qui sont souvent réguliers car, pour la moitié d'entre eux, ce sont des travailleurs immigrés qui envoient une partie de leur salaire à leur famille dans leur pays d'origine — deviennent clients du magasin par la même occasion. Un autre partenariat est signé avec l'entreprise sociale Phénix pour collecter et redistribuer les invendus dont la date de péremption est proche aux associations de quartier.
En juillet 2017, Franprix lance une nouvelle gamme de magasin (Noé) spécialisée dans les produits biologiques, équitables, ou non labellisés mais dont la composition est jugée « irréprochable ». Par rapport aux magasins bio, le choix est plus large du fait d'un positionnement éthique moins restrictif, avec des prix comparables pour ces magasins revendiquant une approche plus haut-de-gamme que ses anciens modèles.
L'enseigne a réalisé en 2021 un chiffre d’affaires de 1,44 milliard d'euros.
Début mai 2022, le départ de Jean-Paul Mochet est annoncé. Il est remplacé par Cécile Guillou, qui était depuis 2018 la directrice exécutive de Franprix. Depuis octobre 2022, Vincent Doumerc remplace Cécile Guillou.
En 2023, le chiffre d'affaires a atteint 1,8 milliard d'euros pour 1 108 magasins surtout présent en Île de France. A l'été 2024, Franprix initie un plan de transformation dont l'objectif est de stopper la fuite des clients avec comme éléments de transformation une baisse de prix des articles, un menu déjeuner à prix compétitif et de nouveaux services proposés aux clients. Le dernier plan de transformation des Franprix remontait à 2015.
En février 2025, l'enseigne annonce aux syndicats la suppression de 42 postes à son siège afin de développer les franchises.

## Implantation

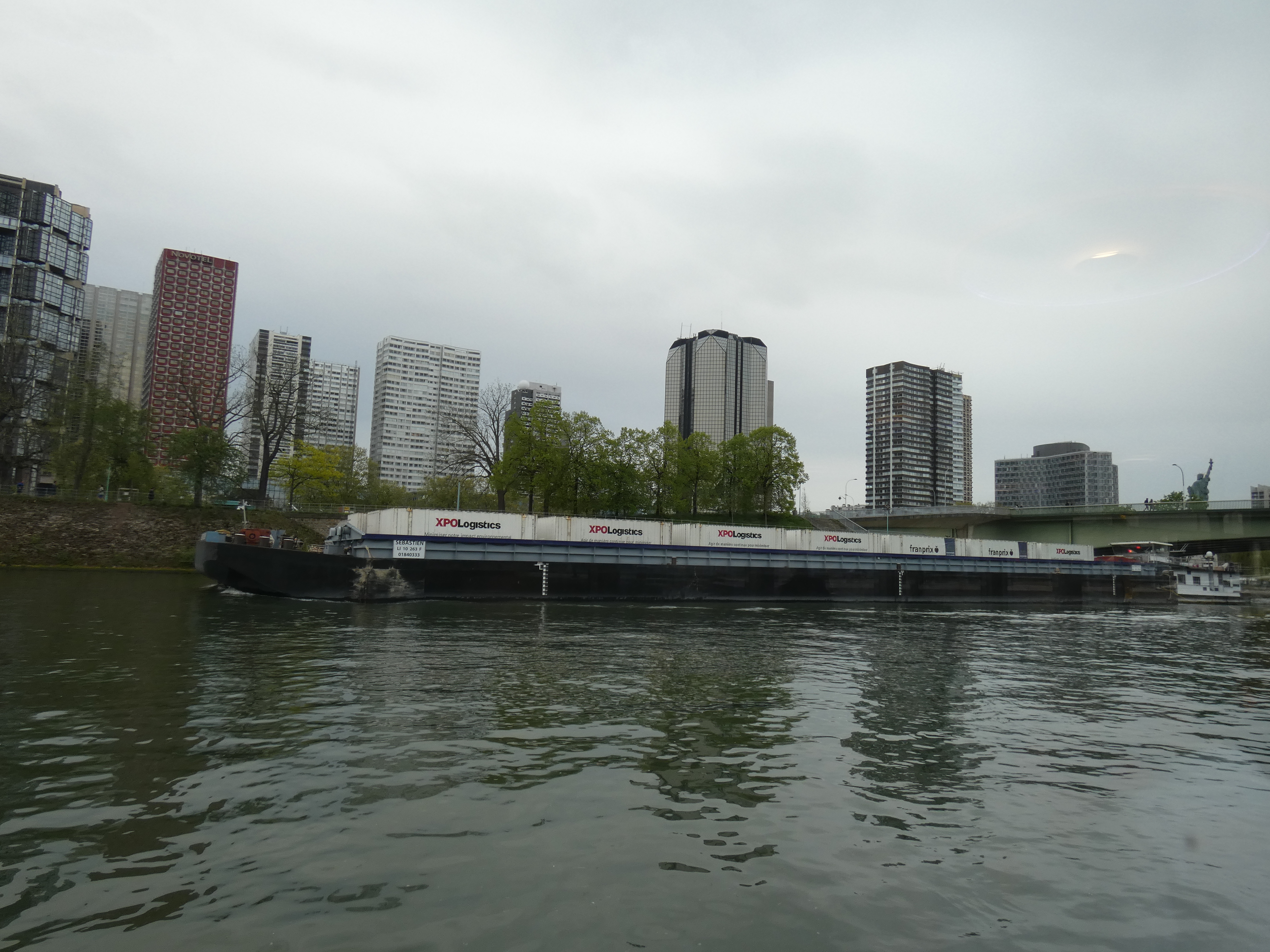
Péniche transportant des conteneurs Franprix à Paris

En 2012, l'Autorité de la concurrence a pointé du doigt la forte concentration des magasins du groupe Casino dans la capitale française. Le nombre des magasins cumulés entre Monoprix, Franprix et Leader Price représentait, de fait, une part de marché en surface supérieure à 61,7 % et pouvait constituer, selon l'autorité en charge, un « obstacle à la concurrence ». Afin de prévenir les risques d’entrave à la concurrence, Casino s’est spontanément engagé à céder 55 de ses points de vente à Paris, principalement des enseignes Franprix et Monop’.
Début 2016, Franprix compte plus de 900 points de vente, dont 90 % en Île-de-France.
Le 28 février 2018 l'enseigne ouvre son premier magasin belge à Ixelles, l'une des 19 communes de Bruxelles.
Début mars 2021, la direction révèle chercher à s'implanter en périphérie de Paris et Lyon avec un ambitieux projet d'ouverture de 150 nouveaux magasins dans ces zones.
Le  26 mai 2025 à Rabat, un accord a été signé, exclusivement, entre le Groupe Marocain H&S Invest Holding et  le Groupe Casino.  Partenariat qui octroie à l’entreprise marocaine le statut de master franchisé des enseignes Franprix et Monoprix au Maroc, permettrant d'ouvrir 210 magasins d’ici 2035 et de créer 1.000 emplois pour les jeunes, et ce avec un investissement de 1 milliard de DH sur les années 2025, 2026 et 2027,,,.

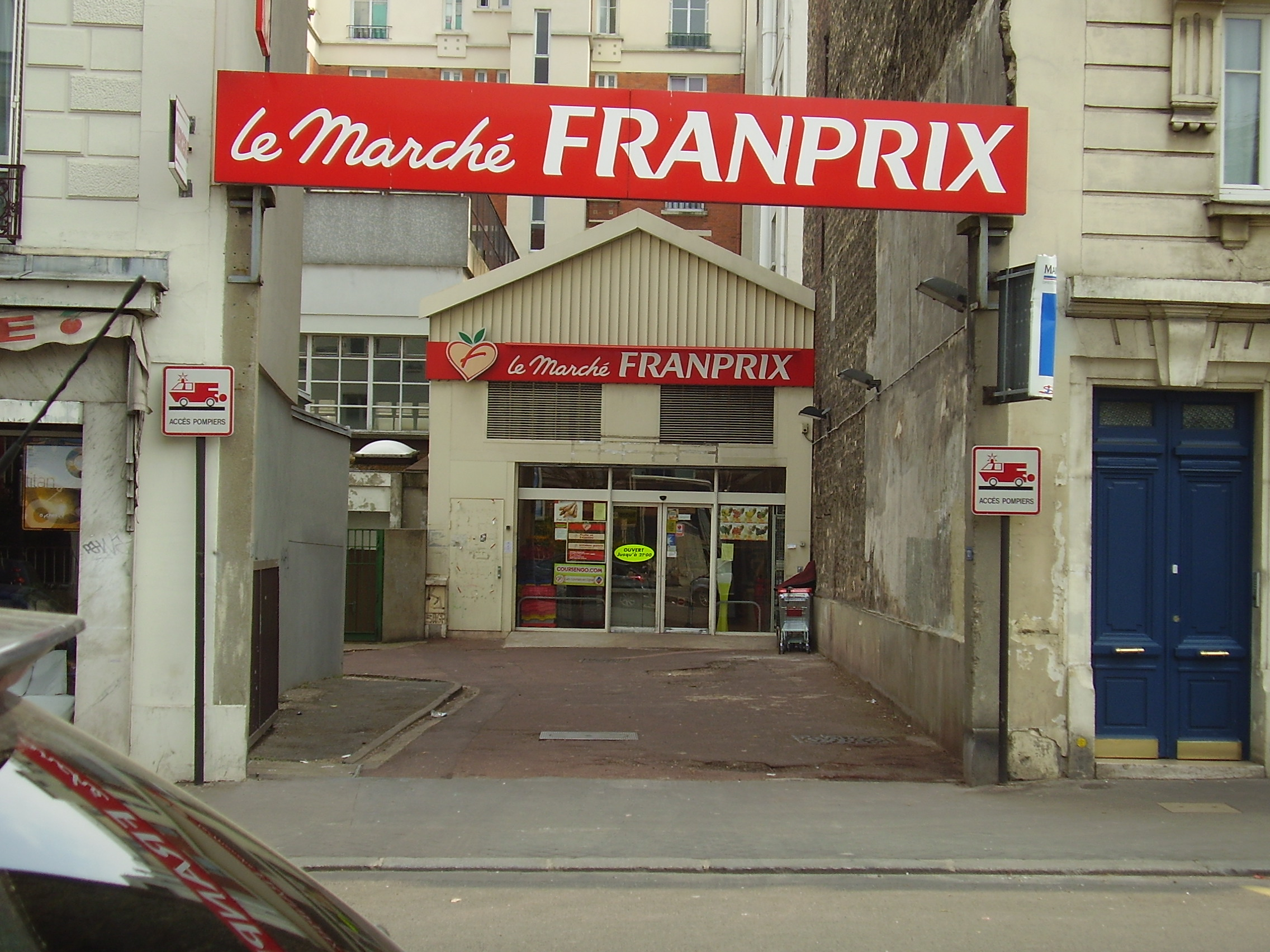
Entrée d'un magasin Marché Franprix abordant l'un des premiers logos de l'enseigne à Paris.
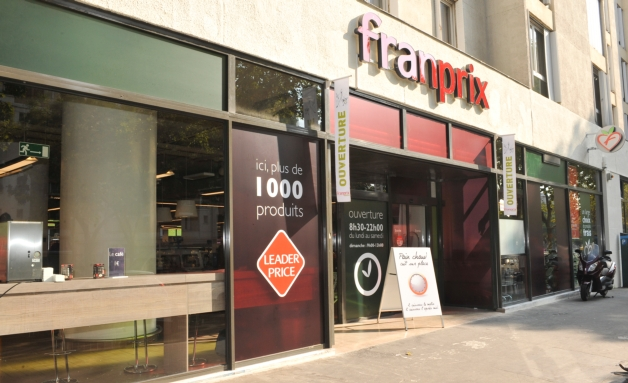
Entrée d'un magasin Franprix.
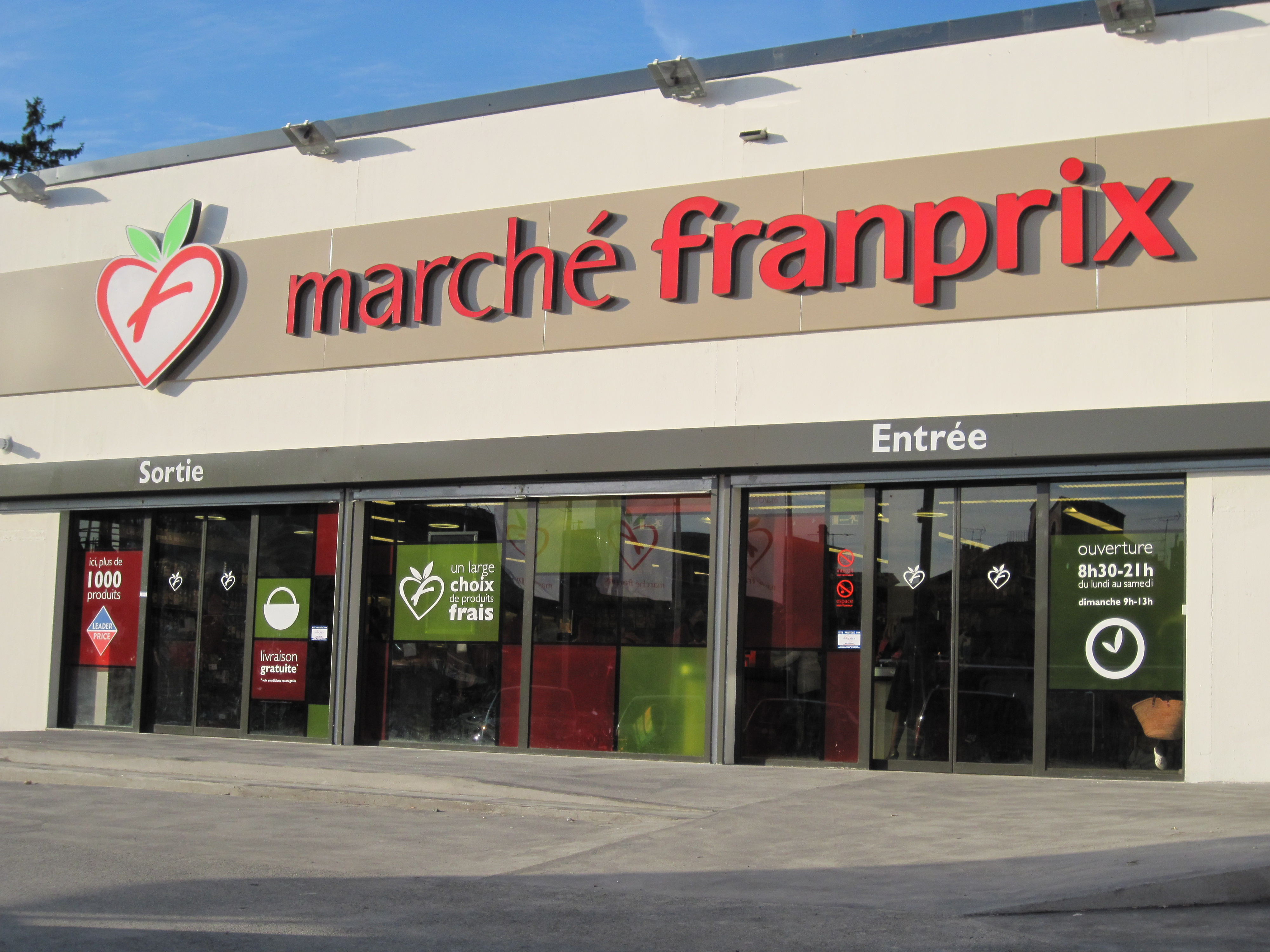
Entrée d'un magasin Marché Franprix.
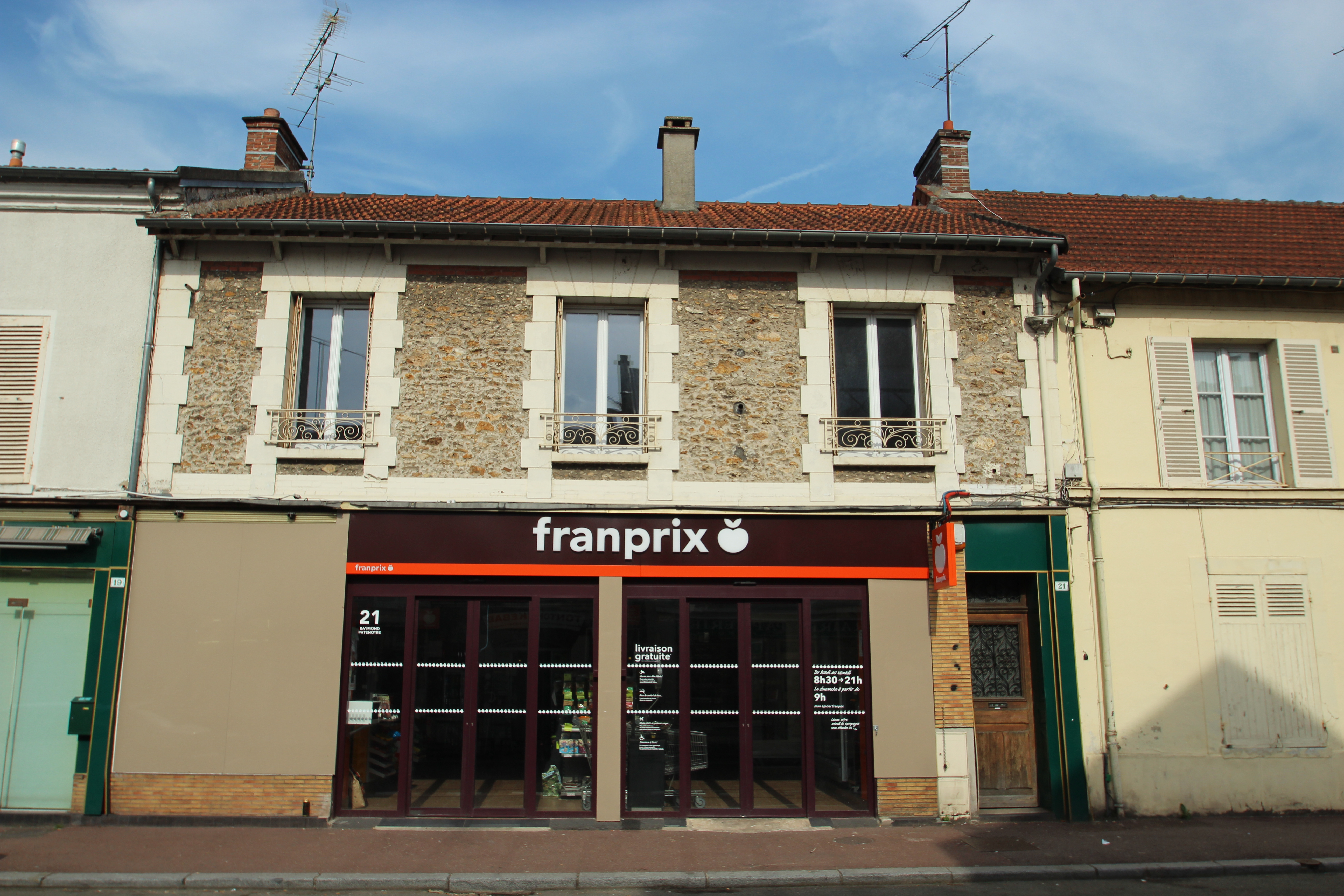
Magasin Franprix de Rambouillet en 2017.
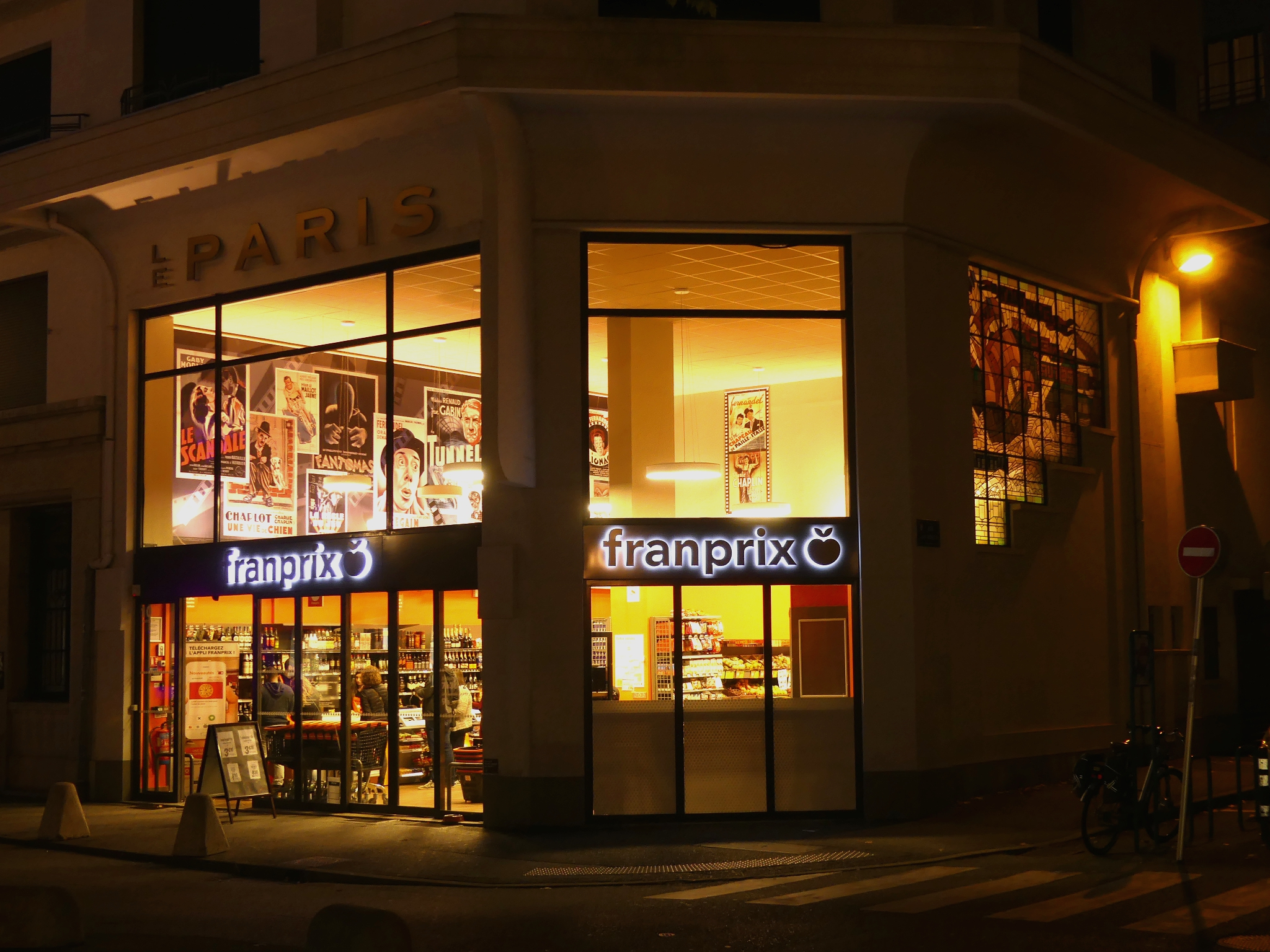
Ancien cinéma Le Paris transformé en un magasin Franprix à Chambéry.
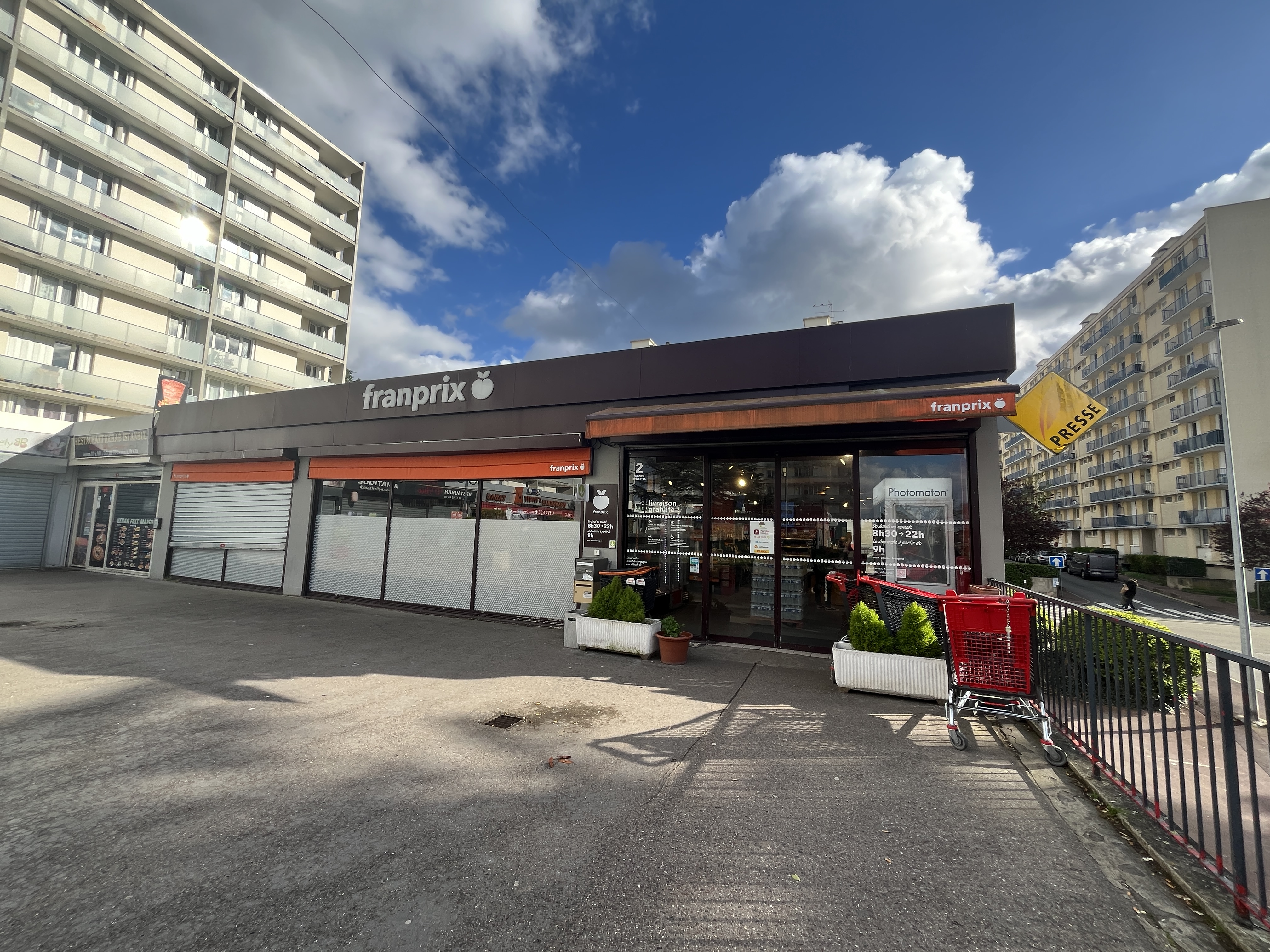
Un magasin Franprix avec 2 entrées situé au Pecq.

## Identité visuelle (logo)

Ancien logo de Franprix de 1958 à 2007.
Logo de Franprix de 2007 à 2013.
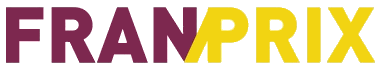
Logo de Franprix testé de 2013 à 2015.
Logo Franprix depuis 2015.

## Annexe